# Glücksspielstaatsvertrag
Der Staatsvertrag zur Neuregulierung des Glücksspielwesens in Deutschland (kurz Glücksspielstaatsvertrag 2021 oder GlüStV 2021) ist ein Staatsvertrag zwischen allen 16 deutschen Ländern, der bundeseinheitliche Rahmenbedingungen für die Veranstaltung von Glücksspielen schuf.
Der GlüStV trat in seiner ursprünglichen Fassung am 1. Januar 2008 in Kraft. Am 31. Dezember 2011 trat er jedoch wieder außer Kraft, da die Ministerpräsidenten der Länder seine Fortgeltung über dieses Datum hinaus nicht beschlossen hatten (§ 28 Abs. 1 Satz 1 GlüStV a. F.). Gleichwohl galten seine wesentlichen Bestimmungen in den Ländern – mit Ausnahme Schleswig-Holsteins – als landesgesetzliche Bestimmungen bis zum Inkrafttreten eines neuen Staatsvertrages fort. Das beruhte auf Vorschriften in den Ausführungsgesetzen zum Staatsvertrag in den einzelnen Ländern. Zudem trat 2012 der Erste Glücksspieländerungsstaatsvertrag (1. GlüÄndStV) in Kraft. Ihn sollte 2018 der Zweite Glücksspieländerungsstaatsvertrag (2. GlüÄndStV) ablösen. Sein Inkrafttreten scheiterte jedoch daran, dass ihn nicht alle Länder ratifizierten. Zum 1. Januar 2020 trat der Dritte Glücksspieländerungsstaatsvertrag (3. GlüÄndStV) in Kraft, der die Obergrenze für Sportwett-Konzessionen aufgehoben und die „Experimentierklausel“ für Sportwetten entfristet hat. Seine Laufzeit war bis zum 30. Juni 2021 begrenzt.
Im Frühjahr 2020 einigten die Länder sich auf eine Novellierung des Glücksspiel-Staatsvertrages. Demnach können für bisher illegale Glücksspiele im Internet, wie Online-Poker, Online-Casinos und Online-Automatenspiele, unter Auflagen, die insbesondere den Spielerschutz betreffen, Erlaubnisse erteilt werden. So gilt bei Glücksspielen im Internet ein monatliches Einzahlungslimit von 1000 Euro. Überwacht werden die Spiel- und Spielerdaten bundesweit durch eine Aufsichtsbehörde. Der neue Staatsvertrag trat am 1. Juli 2021 in Kraft.

## Der ursprüngliche Glücksspielstaatsvertrag
Die Gesetzgebungszuständigkeit für das materielle Glücksspielrecht, das zum Recht der öffentlichen Sicherheit und Ordnung gehört, steht nach Art. 70 Abs. 1 GG den Ländern zu.

### Inhalt
Dass der Glücksspielstaatsvertrag dem Gesundheitsschutz den Vorrang vor der Liberalisierung von Glücksspielangeboten gab, lässt sich bereits anhand seiner Ziele gemäß § 1 ersehen, die darauf lauteten
1. das Entstehen von Glücksspielsucht und Wettsucht zu verhindern und die Voraussetzungen für eine wirksame Suchtbekämpfung zu schaffen,
2. das Glücksspielangebot zu begrenzen und den natürlichen Spieltrieb der Bevölkerung in geordnete und überwachte Bahnen zu lenken, insbesondere ein Ausweichen auf nicht erlaubte Glücksspiele zu verhindern,
3. den Jugend- und den Spielerschutz zu gewährleisten,
4. sicherzustellen, dass Glücksspiele ordnungsgemäß durchgeführt, die Spieler vor betrügerischen Machenschaften geschützt und die mit Glücksspielen verbundene Folge- und Begleitkriminalität abgewehrt werden.

In seiner ursprünglichen Fassung verankerte der GlüStV dementsprechend das uneingeschränkte Glücksspielmonopol des staatlichen Sportwettenanbieters Oddset. Damit folgte er den Vorgaben des Bundesverfassungsgerichts. Nach den Erwägungen des Gerichts sei das staatliche Glücksspielmonopol nur durch eine konsequente und glaubhafte Erfüllung der staatlichen Suchtprävention zu rechtfertigen.

### Kritik
Betreiber einiger Spielbanken kritisierten Anfang 2010 eine Wettbewerbsverzerrung durch Ungleichbehandlung zwischen den staatlichen Spielbanken und gewerblichen Spielhallen: Dies führe dazu, dass das staatlich kontrollierte Glücksspiel beispielsweise in Berliner Spielbanken im Jahr 2010 erstmals in die roten Zahlen rutschte. Ursache sei der Glücksspielstaatsvertrag, der etwa abschreckende Ausweiskontrollen vorschreibt, in Verbindung mit fehlender staatlicher Kontrolle – auch beim Nichtraucherschutz – in den Spielhallen. Der Erste Glücksspieländerungsstaatsvertrag führte Regelungen speziell für Spielhallen mit Geld- oder Warenspielgeräten mit Gewinnmöglichkeit (§§ 24 ff. GlüStV n. F.) ein.
Auch der Deutsche Lottoverband weist immer wieder auf die im GlüStV angelegte Inkohärenz und Widersprüchlichkeit hin. Diese manifestiere sich in einer Überregulierung der Lotterien im Vergleich zu anderen Formen des Glücksspiels.

### Entscheidung des EuGH
In seinem Urteil vom 8. September 2010 entschied der Europäische Gerichtshof, dass das staatliche Sportwettenmonopol des ursprünglichen Glücksspielstaatsvertrages gegen europarechtliche Vorgaben verstößt. Zur Begründung verwies der EuGH u. a. auf intensive Werbekampagnen der staatlichen Glücksspielanbieter, die der Suchtprävention als der notwendigen Grundlage eines Glücksspielmonopols zuwiderliefen.

## Erster Glücksspieländerungsstaatsvertrag

### Einführung und Inhalt
Am 15. Dezember 2011 unterzeichneten alle Länder mit Ausnahme von Schleswig-Holstein einen Glücksspieländerungsstaatsvertrag. Er beendet u. a. das Vertriebsverbot für Lotto über das Internet und ermöglicht einen grenzüberschreitenden Lotto-Jackpot sowie Spielbank-Werbung.
Außerdem sieht der Erste GlüÄndStV für Anbieter von Sportwetten eine auf sieben Jahre begrenzte Ausnahme vom staatlichen Monopol (sog. Experimentierphase) vor. Für diesen Zeitraum sollen nach Art. 10a GlüÄndStV maximal 20 Konzessionen für staatliche und private Anbieter von Sportwetten vergeben werden.
In seiner aktuellen Fassung trat der so genannte Erste Glücksspieländerungsstaatsvertrag am 1. Juli 2012 in Kraft.
Für eine siebenjährige Experimentierklausel wurde der Sportwettenmarkt für private Anbieter geöffnet. Das Vergabeverfahren für die 20 entsprechenden Konzessionen wurde am 8. August 2012 eröffnet; federführend war das Land Hessen. Nachdem die Vergabe ursprünglich für das Frühjahr 2013 angekündigt war, verzögerte sie sich zunächst. Alle Entscheidungen im Konzessionsverfahren werden vom Glücksspielkollegium getroffen, das mit Verwaltungsvertretern aller Länder besetzt ist.
In Bezug auf gewerbliche Spielautomaten wurde für neue und bereits bestehende Spielhallen eine zusätzliche Erlaubnispflicht eingeführt. Verbände der Automatenwirtschaft sehen dies als existenzgefährdend an. Im eigentlichen GlüÄndStV nicht mehr enthalten sind hingegen die noch im Entwurf vom April 2011 unter § 9 Abs. 1 S. 3 Nr. 5 normierten Websperren von Online-Casinos.
Zur Umsetzung des Änderungsstaatsvertrages wurden in den Jahren 2011 und 2012 auf Länderebene inhaltlich unterschiedliche Ausführungsgesetze beschlossen. Diese regeln auch den Bereich der Spielhallen. Für diese werden über die Vorgaben der Spielverordnung hinaus zusätzliche Anforderungen gestellt wie zum Beispiel das Verbot der Abgabe von Speisen und Getränken, Sperrstunden, ein Verbot von Außenwerbung und Mindestabstände zu anderen Spielhallen sowie Einrichtungen, die vorwiegend von Kindern und Jugendlichen besucht werden.

### Schleswig-Holsteins Sonderweg
Schleswig-Holstein beteiligte sich zunächst als einziges Land nicht am Ersten GlüÄndStV. Stattdessen beschloss der Landtag in Kiel bereits am 14. September 2011 ein eigenes, von der Kanzlei WIRTSCHAFTSRAT Recht entworfenes „Gesetz zur Neuordnung des Glücksspiels“. Das Gesetz beließ es beim staatlichen Veranstaltungsmonopol für Lotto, hob die Beschränkungen bei Vertrieb und Werbung jedoch weitgehend auf. Zugleich gestattete es privaten Anbietern für Sportwetten und Online-Casinos, vom Land für jeweils fünf Jahre Lizenzen zu erwerben.
Das Gesetz wurde kontrovers diskutiert: Die CDU-geführte Landesregierung begründete die Neuregelung damit, dass die Lizenzen jährliche Mehreinnahmen in Höhe von 40 bis 60 Millionen Euro generieren würden, neue Arbeitsplätze entstünden und das primär auslandsgestützte Glücksspiel im Internet ohnehin nicht unterbunden werden könne. Andere Länder kritisierten die Regelung hingegen. Die Opposition warf der Regierung vor, Vorschlägen der Lobby privater Glücksspielanbieter gefolgt zu sein, ohne die Gefahren der Spielsucht zu beachten.
Infolge der Landtagswahl 2012 verlor in Schleswig-Holstein die bisherige Koalition von CDU und FDP ihre Mehrheit. Stattdessen formierte sich ein Regierungsbündnis aus SPD, Grünen und SSW. Diese neu gewählte Landesregierung vergab zwar zunächst noch einige Lizenzen auf Basis des Landesgesetzes, trat jedoch im Januar 2013 dem Ersten GlüÄndStV bei und beendete damit die landesspezifische Sonderregelung. Der EuGH bestätigte in einer Entscheidung vom 12. Juni 2014 den Sonderweg Schleswig-Holsteins im Nachhinein.

## Zweiter Glücksspieländerungsstaatsvertrag

### Vorgeschichte
Im Juli 2014 veröffentlichte die EU-Kommission eine Empfehlung mit Grundsätzen für den Schutz von Verbrauchern und Nutzern von Online-Glücksspieldienstleistungen und für den Ausschluss Minderjähriger von Online-Glücksspielen (2014/478/EU). Hierin bestand ein erster, wenn auch noch nicht verbindlicher, Impuls der EU, das Glücksspielrecht wahlweise konsequent zu liberalisieren oder bei seiner Beschränkung ein stringentes Schutzkonzept zu verfolgen.
Die hessische Landesregierung schlug im Oktober 2015 vor, das Glücksspielkollegium durch eine neue Aufsichtsbehörde mit bundesweiter Zuständigkeit zu ersetzen.
Den entscheidenden Anlass für eine Neufassung des GlüÄndStV lieferte indes die Rechtsprechung: Zwar bestätigte noch im Jahr 2015 der Bayerische Verfassungsgerichtshof, dass die Beschränkungen privater Glücksspielangebote durch den 1. GlüÄndStV mit der Bayerischen Verfassung vereinbar seien. Auf Beschluss des Verwaltungsgerichts Wiesbaden wurde 2015 das Vergabeverfahren der 20 Konzessionen gestoppt. Das Gericht hatte im September 2014 in einem Eilbeschluss das Verfahren zur Vergabe von Sportwetten als intransparent und als Verletzung der EU-Dienstleistungsfreiheit bewertet. In seinem Urteil vom 5. Mai 2015 bestätigte das Verwaltungsgericht den Beschluss. Das Land Hessen legte zwar gegen den Beschluss Beschwerde beim Hessischen Verwaltungsgerichtshofs ein. Die Beschwerde wurde jedoch zurückgewiesen. Der Verwaltungsgerichtshof rügte ebenfalls das Vergabeverfahren als intransparent und erklärte die Vergabe der Konzessionen durch das Glücksspielkollegium für verfassungswidrig. Zudem entschied der EuGH auf ein Vorabentscheidungsersuchen am 4. Februar 2016, dass der Glücksspieländerungsstaatsvertrag aufgrund seines inkonsistenten Schutzkonzepts im Sportwettenbereich nicht mit dem EU-Recht vereinbar sei. Die so festgestellte Europarechtswidrigkeit des GlüÄndStV verlangt nach einer Anpassung des Regelwerks.

### Ratifizierungsphase
Am 16. März 2017 unterzeichneten die Ministerpräsidenten der Länder den Entwurf zum Zweiten Glücksspieländerungsstaatsvertrag in Berlin. Eine vorläufige Erlaubnis wurde hierbei den bisherigen 20 Lizenzinhabern sowie 15 weiteren Sportwetten-Anbietern erteilt, die sich um eine Glücksspiellizenz beworben hatten, die Mindestanforderungen erfüllen sowie eine Sicherheitsleistung in Höhe von 2,5 Mio. Euro hinterlegen. Die vorläufige Erlaubnis hat eine Gültigkeit bis zum 1. Januar 2019 und ist rechtlich gleichzusetzen mit einer Konzession. Die Begrenzung auf 20 bzw. 35 Sportwettlizenzen sollte künftig entfallen, da die EU-Kommission die Limitierung bei ihrer Prüfung des Entwurfs zum 2. GlüÄndStV beanstandet hatte. Die bundesweite Lizenzvergabe sollte künftig das Land Nordrhein-Westfalen übernehmen, während die Einrichtung der Geschäftsstelle für das Glücksspielkollegium in Sachsen-Anhalt vorgesehen war.
Um den Zweiten Glücksspieländerungsstaatsvertrag zum 1. Januar 2018 in Kraft zu setzen, mussten schließlich noch die Länderparlamente zustimmen und die Einwände der EU-Kommission ausgeräumt werden. Infolge der Landtagswahl in Schleswig-Holstein im Mai 2017 bildete sich eine CDU-geführte Jamaika-Koalition heraus. Dabei verständigten sich CDU, Grüne und FDP in ihrem Koalitionsvertrag darauf, auf eine Liberalisierung des Glücksspielrechts zu drängen und die Ratifizierung des 2. GlüÄndStV bis zu einer Neuverhandlung auszusetzen. Zudem erklärten Stimmen aus der Koalition, man sei notfalls bereit, erneut einen Sonderweg einzuschlagen und Online-Glücksspiel zuzulassen, sollte bundesweit keine Einigung erzielt werden. Da Art. 2 des 2. GlüÄndStV für dessen Inkrafttreten voraussetzte, dass alle 16 Länder den Staatsvertrag bis Ende 2017 ratifizieren, scheiterte die Novellierung am Widerstand aus Schleswig-Holstein und Nordrhein-Westfalen. Im Februar 2018 hat sich die Ministerpräsidentenkonferenz erneut mit der Neuregelung befasst.
Ende Oktober 2017 entschied das BVerwG, dass auch die vom 1. und 2. GlüÄndStV vorgesehene Ungleichbehandlung von Online-Sportwetten und Online-Casinos mit Verfassungs- und Unionsrecht vereinbar ist. Vorbehaltlich einer gegenläufigen Entscheidung des BVerfG oder des EuGH wäre bei einer Neuordnung des Online-Glücksspiels mithin neben einer vollständigen auch eine teilweise Liberalisierung verfassungs- und unionsrechtskonform.

## Dritter Glücksspieländerungsstaatsvertrag
Nach der gescheiterten Ratifizierung des 2. GlüÄndStV wurden die Verhandlungen für eine Neuregulierung des Glücksspielsektors erneut aufgenommen. Wegen des Zeitdruckes aufgrund des bevorstehenden Auslaufens der sogenannten „Experimentierklausel“ für Sportwetten am 30. Juni 2019 und der bestehenden politischen Differenzen einigten sich die Länder im März 2019 zunächst auf den Dritten Glücksspieländerungsstaatsvertrag (3. GlüÄndStV) als Übergangslösung bis Ende Juni 2021. Dieser klammerte das Streitthema Online-Casino aus und entfristete lediglich die Experimentierklausel für die Gültigkeit des Staatsvertrages bis zum 30. Juni 2021 und hob zeitgleich die vorgesehene Obergrenze von 20 Sportwett-Konzessionen auf. Damit reagierten die Länder auch auf den zentralen Kritikpunkt am gescheiterten Lizenzverfahren. Das Land Hessen wurde erneut beauftragt, ein Verfahren zur Vergabe von nationalen Sportwettlizenzen durchzuführen. Ziel war ein rechtssicher regulierter Sportwettenmarkt mit lizenzierten Anbietern in Deutschland ab Januar 2020. Gleichzeitig wurde mit der Verständigung auf den 3. GlüÄndStV die Vergabe von Online-Casino-Lizenzen in Schleswig-Holstein durch die anderen Länder anerkannt.
Während die Ratifizierung in den Ländern problemfrei erfolgte und der 3. GlüÄndStV entsprechend am 1. Januar 2020 in Kraft trat, wurde kurz vor der Vergabe der ersten Sportwett-Konzessionen in Deutschland im Mai 2020 das vom Regierungspräsidium Darmstadt durchgeführte Verfahren nach einer Klage des österreichischen Anbieters „Vierklee Wettbüro“ durch das Verwaltungsgericht Darmstadt gestoppt. Das Gericht kritisierte dabei mangelnde Transparenz und ein nicht diskriminierungsfreies Vergabeverfahren. Nachdem der Hessische Verwaltungsgerichtshof die Klage für wirkungslos erklärt hatte, begann das Regierungspräsidium Darmstadt im Oktober 2020 mit der Vergabe von Sportwett-Konzessionen.

### Kritik
Während die Branche und Experten den neuen Staatsvertrag als Übergangsregelung bis zum Juni 2021 begrüßten, wurde zugleich auf eine grundsätzliche Neuregulierung gedrängt – auch aufgrund des seit Jahren stark wachsenden unregulierten Online-Casino-Marktes in Deutschland, der allein 2017 laut der Aufsichtsbehörden Bruttosspielerträge in Höhe von 1,76 Mrd. € erlöst hatte.
Im Rahmen der EU-Notifizierung erneuerte die Europäische Kommission ihre bereits 2012 bei der Notifizierung des 1. Glücksspieländerungsstaatsvertrages vorgetragene Kritik an der deutschen Glücksspielregulierung. Die Kommission zweifelte erneut an, dass ein ausreichendes legales Onlineangebot für Sportwetten im Rahmen der Regulierung angeboten werden könne. Zudem erneuerte Brüssel im August 2019 die Kritik, dass beim beibehaltenen Verbot von Online-Casino-Angeboten kein ausreichender wissenschaftlicher Nachweis für die Gefährlichkeit des Glücksspiels vorhanden und somit die Begründung entsprechend unzureichend sei. Die Forderung der Kommission, die Verhältnismäßigkeit des Verbotes nachzuweisen, sei nicht erfüllt worden.

## Glücksspielstaatsvertrag 2021
Parallel zur Erarbeitung und Unterzeichnung des 3. GlüÄndStV im Frühjahr 2019 wurden die Verhandlungen für eine umfassende anschließende Regulierung ab Juli 2021 fortgeführt. Größter Streitpunkt war der zukünftige Umgang mit Online-Glücksspielen wie den Online-Casino-Spielen, für die es aktuell nur in Schleswig-Holstein eine Lizenz gibt. Ungeachtet des Wunsches nach einer bundesweit einheitlichen Regulierung gab es große Differenzen zwischen den einzelnen Ländern, die eine Einigung lange verhinderten. Trotz Einsetzung einer Länder-Arbeitsgruppe stockten die Verhandlungen zwischen den Ländern bis Ende 2019.
Die Regulierung von Online-Spielautomaten und virtuellen Tischspielen wie Online-Roulette oder Black Jack stieß nicht nur auf inhaltlichen Widerstand, sondern verursachte auch Sorgen um das Lotteriemonopol. Da man vermeiden wollte, dass eine Liberalisierung der nach Ansicht einiger Länder vermeintlich gefährlichsten Spielformen das Monopol auf Lotterien untergraben würde, wurde ein Gutachten zur Vereinbarkeit der Regulierungsvorschläge bei der Anwaltskanzlei „CBH Rechtsanwälte“ beauftragt. In dem im November 2019 vorgestellten Gutachten von Markus Ruttig, welcher auch das Land Hessen beim Streit um das Konzessionsverfahren 2014 vertreten hatte, wurden unterschiedliche Regulierungsmodelle aufgezeigt. Gleichzeitig wurde darin argumentiert, dass die bereits erfolgte Zulassung privater Glücksspielanbieter das Lotteriemonopol gefährden würde. Auf Basis dieses Gutachtens und nach weiteren Verhandlungen verständigten sich die Ländervertreter auf einer Sonderkonferenz der Chefin und Chefs der Staats- und Senatskanzleien am 17. und 18. Januar 2020 am Tegernsee auf einen neuen Glücksspielstaatsvertrag, der eine Zulassung von Online-Automaten-Spielen vorsieht und den Ländern die Möglichkeit einräumt, Konzessionen für die Veranstaltung von Online-Casino-Spielen zu vergeben. Zusätzlich soll eine neue gemeinsame Glücksspielaufsichtsbehörde mit Sitz in Sachsen-Anhalt aufgebaut werden. Ebenso einheitlich wird ein Spielersperrsystem eingeführt, das nun länder- und spielformübergreifend verpflichtend wird. Ausgenommen sind lediglich Lotterien, die wie das heutige „6 aus 49“ höchstens zweimal pro Woche veranstaltet werden, Lotterien in Form des Gewinnsparens und Pferdewetten, die von Vereinen, die das Unternehmen eines Totalisatoren nach § 1 des Rennwett- und Lotteriegesetzes betreiben, oder auf einer inländischen Pferderennbahn stationär angeboten werden (§ 8 Abs. 2 GlüStV 2021).
Für das Inkrafttreten am 1. Juli 2021 nahm der Staatsvertrag am 21. April 2021 die letzte Hürde: Nach der Notifizierung durch die EU musste der Vertrag bis zum 31. März 2021 von mindestens 13 Ländern und bis zum 30. Juni durch das Land Sachsen-Anhalt als Sitz der gemeinsamen Aufsichtsbehörde für Glücksspiel ratifiziert werden.

### Kritik
Kritik wurde vor allem an der geplanten umfassenden Überwachung von Online-Glücksspielern laut. Bereits im März 2019 wurden Pläne bekannt, dass neben Netzsperren und Payment-Blocking auch staatlich festgelegte Einsatzlimits für jeden Online-Spieler eingeführt und zentral überwacht werden sollen. Eine für die Überwachung vorgesehene „Limitdatei“ wurde in den Medien scharf als Überwachungsinstrument kritisiert, wobei die Kritik auch von den Datenschutzbeauftragten der Länder aufgegriffen wurde. So hat die Datenschutzkonferenz während der schriftlichen Anhörung zum neuen Glücksspielstaatsvertrag am 10. März 2020 Bedenken geäußert, dass durch die Einrichtung einer „Parallelspielverhinderungsdatei“ und einer „Limitdatei“ Persönlichkeitsprofile abgeleitet werden können und die Datenerhebungen einen erheblichen Eingriff in das Recht auf informationelle Selbstbestimmung der Spieler darstellen. Die Datenschutzkonferenz empfahl daher, die beiden Dateien nicht einzurichten.
Ilona Füchtenschnieder, Vorsitzende des Fachverbandes Glücksspielsucht, warf der Politik mangelnde Zusammenarbeit mit Suchtexperten bei der Reform vor. Außerdem kritisierte sie, dass die Glücksspielbranche nicht an den Folgekosten der Spielsucht beteiligt wird.